# نانسی ریگان
نانسی دیویس ریگان (به انگلیسی: Nancy Davis Reagan) با نام آن فرانسیس رابینز (به انگلیسی: Anne Frances Robbins) (۶ ژوئیه ۱۹۲۱ – ۶ مارس ۲۰۱۶)، همسر رونالد ریگان، چهلمین رئیس‌جمهور ایالات متحده آمریکا، از ۱۹۸۱ تا ۱۹۸۹ بانوی اول ایالات متحده و بازیگر سابق بود.
ریگان در ژانویه ۱۹۸۱، به دنبال پیروزی همسرش در انتخابات ریاست جمهوری ۱۹۸۰، بانوی اول ایالات متحده شد. در اوایل دوره اول ریاست جمهوری، وی عمدتاً به دلیل تصمیم خود برای جایگزینی ظروف چینی کاخ سفید، که توسط کمک‌های خصوصی پرداخت شده بود، مورد انتقاد قرار گرفت. او کمپین آگاهی از مواد مخدر «فقط نه بگو» را تأسیس کرد، که از ابتکارات اصلی وی به عنوان بانوی اول به حساب می‌آمد. او به‌طور کلی تأثیر شدیدی بر شوهرش داشت و در تعدادی از تصمیمات پرسنلی و دیپلماتیک وی نقش داشت.
پس از پایان دوره ریاست جمهوری رونالد ریگان، این زوج به خانه خود در بل ایر، لس آنجلس، کالیفرنیا بازگشتند. نانسی بیشتر وقت خود را صرف مراقبت از همسرش که در سال ۱۹۹۴ به بیماری آلزایمر مبتلا شده بود اختصاص داد تا اینکه در ۵ ژوئن ۲۰۰۴ در سن ۹۳ سالگی درگذشت. ریگان همچنان در کتابخانه ریگان و در امور سیاسی به ویژه در حمایت از تحقیقات سلولهای بنیادی جنینی، تا زمان مرگ وی در اثر نارسایی احتقانی قلب در سن ۹۴ سالگی در ۶ مارس ۲۰۱۶ فعال بود.

## اوایل زندگی
او در شهر نیویورک به دنیا آمد. پس از جدا شدن والدینش، وی شش سال در مریلند با یک عمه و عموی زندگی کرد. وقتی مادرش در سال ۱۹۲۹ ازدواج مجدد کرد، به شیکاگو نقل مکان کرد و بعداً توسط شوهر دوم مادرش به فرزندی پذیرفته شد.

## فعالیت حرفه ای
او به عنوان نانسی دیویس در دهه‌های ۱۹۴۰ و ۱۹۵۰ بازیگر هالیوود بود و در فیلم‌هایی مانند صدای بعدی که می‌شنوید، شب به صبح و مغز دونووان بازی کرد.

## ازدواج
دیویس در طول زندگی حرفه ای هالیوود خود، با بسیاری از بازیگران از جمله کلارک گیبل، رابرت استاک و پیتر لافورد دیدار کرد. در ۱۵ نوامبر ۱۹۴۹، او با رونالد ریگان، که در آن زمان رئیس انجمن بازیگران نمایش بود، ملاقات کرد. او متوجه شده بود که نامش در لیست سیاه هالیوود قرار گرفته‌است. دیویس برای حفظ شغل خود به عنوان بازیگر صنف در هالیوود و کمک به حذف نام او از لیست، به کمک ریگان رفت. رونالد ریگان به او اطلاع داد که با بازیگر زن دیگری به همین نام اشتباه گرفته شده‌است. این دو دوست یابی را آغاز کردند و روابط آنها موضوع بسیاری از ستون‌های شایعات بود. یکی از گزارش‌های مطبوعات هالیوود اوقات بدون کلوپ شبانه آنها را با هم به عنوان «عاشقانه زوجی که هیچ رذالت ندارند» توصیف کرد. رونالد ریگان در مورد ازدواج بدبین بود، اما به دنبال طلاق دردناک خود از جین وایمن در سال ۱۹۴۹، و او هنوز زنان دیگری را می‌دید.
در سال ۱۹۵۲، او با رونالد ریگان، که در آن زمان رئیس انجمن بازیگران نمایش بود، ازدواج کرد. آنها دو فرزند با هم داشتند. ریگان در زمان فرمانداری شوهرش از سال ۱۹۶۷ تا ۱۹۷۵ اولین بانوی کالیفرنیا بود.

## بانوی اول کالیفرنیا

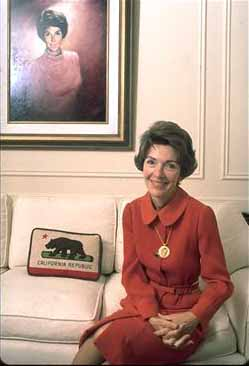
ریگان به عنوان بانوی اول کالیفرنیا

نانسی ریگان در دو دوره شوهرش به عنوان فرماندار بانوی اول کالیفرنیا بود. او از زندگی در پایتخت ایالت ساکرامنتو که فاقد هیجان، زندگی اجتماعی و آب و هوای مطلوبی بود که در لس آنجلس به آن عادت کرده بود، بیزار بود. وی اولین بار در اوایل سال ۱۹۶۷ جنجال به پا کرد. پس از چهار ماه اقامت در عمارت فرماندار کالیفرنیا در ساکرامنتو، کالیفرنیا، وی خانواده خود را به یک حومه ثروتمند منتقل کرد زیرا مقامات آتش‌نشانی این عمارت را به عنوان «شعله آتش» برچسب گذاری کرده بودند. اگرچه ریگان‌ها خانه جدید را با هزینه خود اجاره کرده بودند، وقتی این موضوع مورد توجه عموم مردم قرار گرفت، این اقدام به عنوان یک تفنن تلقی شد. ریگان از اقدامات خود به نفع خانواده اش دفاع کرد، قضاوتی که شوهرش با آن به راحتی موافقت کرد. بعداً دوستان خانواده به تأمین هزینه خانه اجاره ای کمک کردند، در حالی که ریگان بر ساخت و ساز محل جدید فرمانداری به سبک دامداری در نزدیکی کارمایکل، کالیفرنیا نظارت داشت. محل اقامت جدید درست هنگامی که رونالد ریگان در سال ۱۹۷۵ دفتر را ترک کرد به پایان رسید، اما جانشین او، جری براون، از زندگی در آنجا خودداری کرد. این در سال ۱۹۸۲ به فروش رسید و فرمانداران کالیفرنیا با هماهنگی بداهه ای زندگی می‌کردند تا اینکه براون در سال ۲۰۱۵ به عمارت فرماندار نقل مکان کرد.

## نقش در مبارزات انتخاباتی ریاست جمهوری ۱۹۷۶ و ۱۹۸۰
زمان فرمانداری فرماندار ریگان در سال ۱۹۷۵ به پایان رسید و وی برای دوره سوم نامزد نشد. در عوض، وی با مشاوران ملاقات کرد تا دربارهٔ پیشنهاد احتمالی ریاست جمهوری ۱۹۷۶ بحث کند، رئیس‌جمهور فعلی جرالد فورد را به چالش بکشد. رونالد هنوز هم باید قبل از دویدن یک نانسی بی میل را متقاعد کند. او از سلامتی شوهرش و به‌طور کلی شغل او ترسید، اگرچه احساس کرد که او مرد مناسبی برای کار است و سرانجام تأیید شد. نانسی با برگزاری قهوه، ناهار و گفتگو، نقش سنتی را در این کارزار به عهده گرفت. وی همچنین بر پرسنل نظارت می‌کرد، برنامه همسرش را کنترل می‌کرد و گاهی کنفرانس مطبوعاتی ارائه می‌داد. مبارزات ۱۹۷۶ شامل به اصطلاح «نبرد ملکه‌ها» بود، نانسی را در تقابل با بانوی اول بتی فورد قرار داد. آنها هر دو در طول مبارزات در مورد موضوعات مشابه صحبت کردند، اما با رویکردهای مختلف. نانسی از تصویر جنگ افزایی که کمپین فورد از شوهرش ترسیم کرده ناراحت بود.
اگرچه وی نامزدی جمهوری‌خواهان در سال ۱۹۷۶ را از دست داد، اما رونالد ریگان در سال ۱۹۸۰ برای دومین بار برای ریاست جمهوری نامزد شد. او موفق شد نامزدی را از آن خود کند و رقیب فعلی خود جیمی کارتر را با شکست سخت شکست دهد. در طی این مبارزات دوم، نانسی نقش برجسته ای ایفا کرد و مدیریت کارکنان وی آشکارتر شد. وی جلسه ای بین مدیران ستیزه‌جویی جان سیرز و مایکل دیور و همسرش ترتیب داد که نتیجه آن خروج دیور از کمپین و کنترل کامل سیرز بود. پس از آنکه اردوگاه ریگان مجمع نمایندگان آیووا را از دست داد و در نظرسنجی‌های نیوهمشایر عقب افتاد، نانسی جلسه دوم را ترتیب داد و تصمیم گرفت که زمان اخراج سیرز و همکارانش فرا رسیده‌است. او به سیرز نسخه ای از بیانیه مطبوعاتی مبنی بر اخراج وی را داد. تأثیر او بر شوهرش به ویژه قابل توجه شد. حضور او در میتینگ‌ها، ناهارها و میهمانی‌ها اعتماد به نفس او را افزایش می‌داد.

## در کاخ سفید

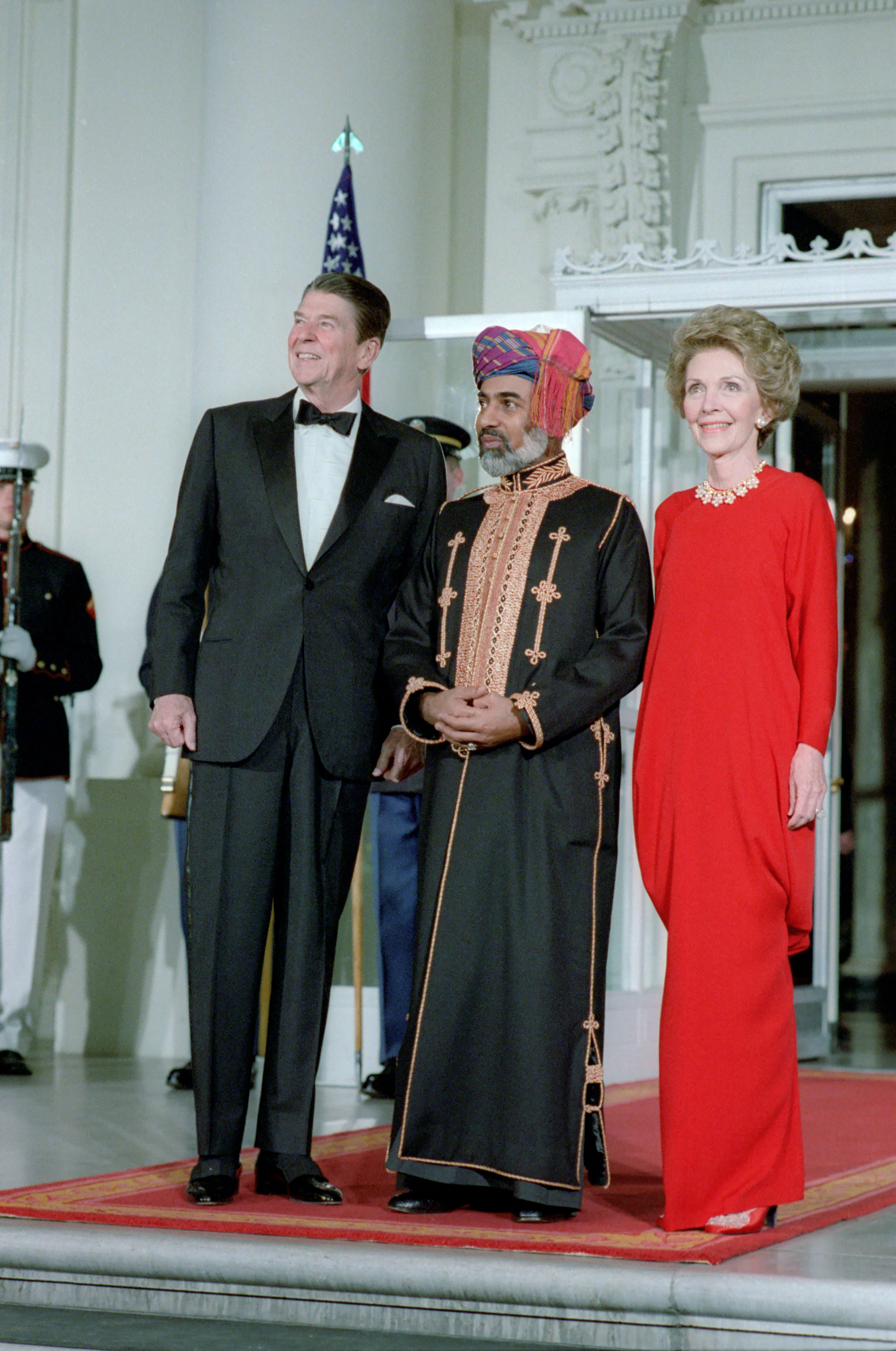
قابوس بن سعید میان نانسی و رونالد ریگان، ۱۲ آوریل ۱۹۸۳‏

ریگان هنگامی که رونالد ریگان در ژانویه ۱۹۸۱ به عنوان رئیس‌جمهور افتتاح شد، بانوی اول ایالات متحده شد، در اوایل ریاست جمهوری همسرش، ریگان اظهار تمایل خود برای ایجاد «اولین خانه» مناسب تر در کاخ سفید، به دلیل سقوط ساختمان پس از سالها غفلت، وضعیت خرابی به دست می‌آید. دستیار کاخ سفید، مایکل دیور، محل زندگی خانوادگی طبقه دوم و سوم را چنین توصیف کرد که «دیوارهای گچ شکسته، رنگ تراش خورده و کف خانه‌ها را زده‌است»؛ وی به جای استفاده از بودجه دولت برای بازسازی و دکوراسیون مجدد، به دنبال کمک‌های خصوصی بود. در سال ۱۹۸۱، ریگان بازسازی اساسی چندین اتاق کاخ سفید، از جمله تمام طبقات دوم و سوم و اتاق‌های مجاور دفتر بیضی، از جمله اتاق جلسات مطبوعاتی را انجام داد. بازسازی شامل رنگ آمیزی دیوارها، اصلاح مجدد کف، تعمیر شومینه و جایگزینی لوله‌های عتیقه، پنجره‌ها و سیم‌ها بود. کمد اتاق خواب اصلی به سالن زیبایی و اتاق رختکن تبدیل شد و اتاق خواب غربی به یک سالن ورزشی کوچک تبدیل شد.
بانوی اول از کمک طراح مشهور داخلی تد گرابر، معروف به چهره‌های اجتماعی متمول ساحل غربی، برای دکوراسیون مجدد محل زندگی خانواده اطمینان حاصل کرد. یک کاغذ دیواری با طرح دستی چینی به اتاق خواب اصلی اضافه شد. مبلمان خانوادگی در مطالعه خصوصی رئیس‌جمهور قرار گرفت. بانوی اول و طراحش تعدادی از اشیا عتیقه کاخ سفید را که در انبار بود بازیابی کردند و آنها را در سراسر عمارت قرار دادند. علاوه بر این، بسیاری از مجموعه‌های خود ریگان برای نمایش به نمایش گذاشته شد، از جمله حدود بیست و پنج جعبه لیموژ، و همچنین تعدادی تخم مرغ چینی و یک مجموعه بشقاب.
بازسازی مجدد گسترده توسط کمک‌های شخصی پرداخت شده‌است. بسیاری از تغییرات قابل توجه و طولانی مدت در نتیجه بازسازی و نوسازی رخ داده‌است، که ریگان گفت: «این خانه متعلق به همه آمریکایی‌ها است و من می‌خواهم این چیزی باشد که بتوانند به آن افتخار کنند.»  انتقاداتی را به دلیل تأمین بودجه توسط کمک‌های مالیاتی کسر کننده مالیات دریافت کرد، به این معنی که برخی از آنها سرانجام به‌طور غیرمستقیم از مردم پرداخت کننده مالیات صورت گرفت.

### فقط بگو نه
بانوی اول کمپین آگاهی از مصرف مواد مخدر «فقط بگو نه» را در سال ۱۹۸۲ آغاز کرد که پروژه اصلی و ابتکار اصلی وی به عنوان بانوی اول بود. ریگان ابتدا در هنگام توقف کمپین ۱۹۸۰ در دهکده دیتوپ، نیویورک، از ضرورت آموزش جوانان در مورد مواد مخدر آگاه شد. وی در سال ۱۹۸۱ اظهار داشت که: «فهمیدن اینکه چه داروهایی می‌توانند برای فرزندان شما انجام دهند، درک فشار همسالان و درک اینکه چرا آنها به مواد مخدر روی می‌آورند … اولین قدم در حل این مشکل است.» جوانان در معرض خطر سوءمصرف مواد مخدر است.

## تحصیلات
او دانش آموختهٔ کالج اسمیت بود.

## مرگ
او در ۶ مارس ۲۰۱۶ در ۹۴ سالگی درگذشت.

## نگارخانه

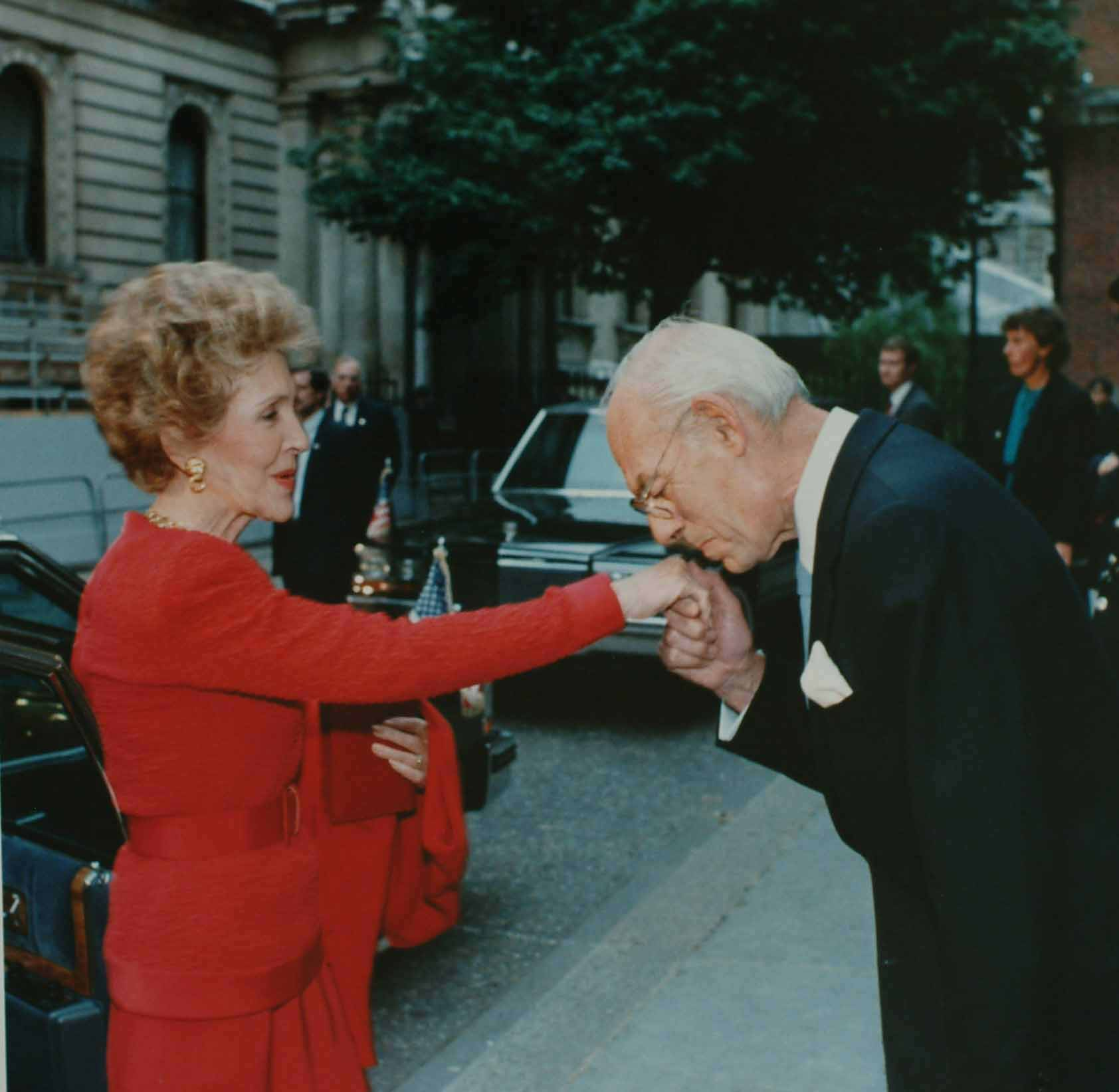
دنیس تاچر (شوهر مارگارت تاچر) در حال بوسیدن دست بانوی اول آمریکا
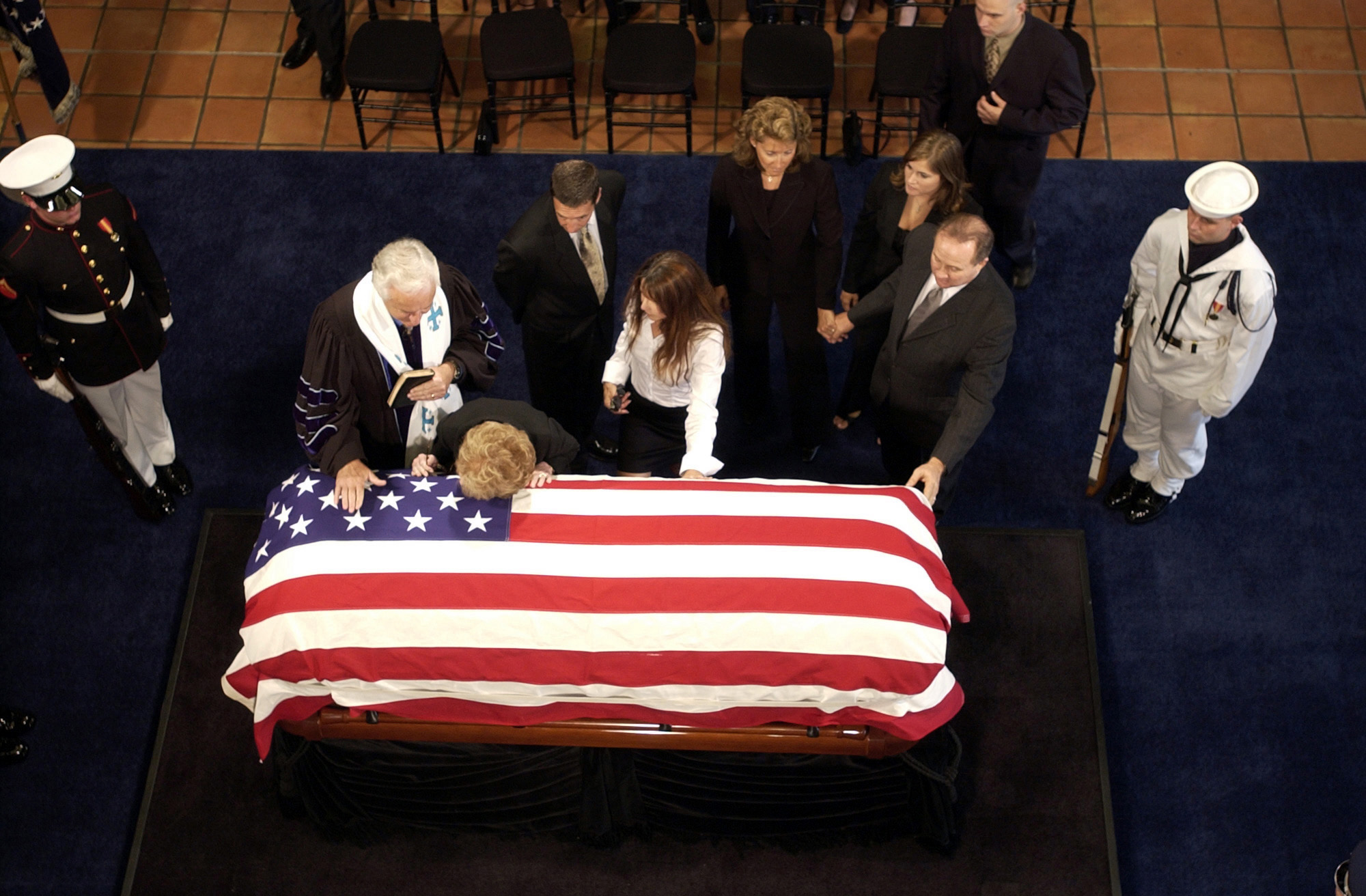
نانسی عزادار در حال خداحافظی با جسد همسر خود
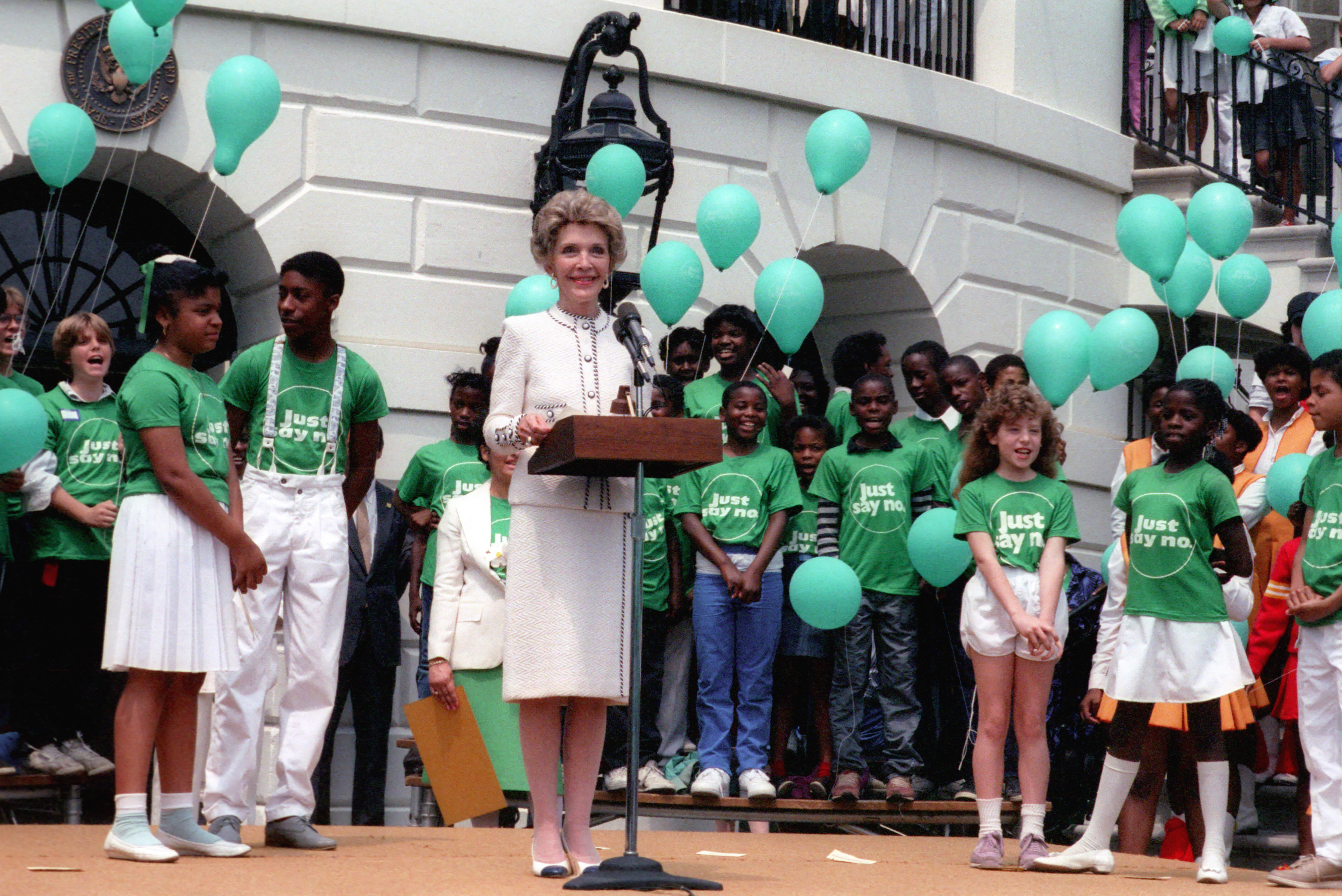
در حال میزبانی از دانش آموزان در کاخ سفید به‌مناسبت برنامهٔ فقط بگو نه
در سنین جوانتر در سال ۱۹۵۰